# Allinge-Gudhjem Kommune
| Strukturdaten     | Strukturdaten            |
| ----------------- | ------------------------ |
| Fläche            | 154 km²                  |
| Einwohner         | 7.658 (2001)             |
| Kommune seit 2003 | Bornholms Regionskommune |

Allinge-Gudhjem Kommune war bis Dezember 2002 eine dänische Kommune im damaligen Bornholms Amt auf der Insel Bornholm. Am 1. Januar 2003 wurde sie mit den Gemeinden Rønne, Åkirkeby, Hasle und Neksø zur Bornholms Regionskommune zusammengeschlossen, welche von 2003 bis 2006 amtsfrei war, bevor sie 2007 in die Region Hovedstaden eingegliedert wurde.
Allinge-Gudhjem Kommune entstand im Zuge der Verwaltungsreform von 1970 und umfasste folgende Sogn:
- Allinge-Sandvig Sogn
- Gudhjem Sogn
- Olsker Sogn
- Rø Sogn
- Østerlarsker Sogn
- Østermarie Sogn